# Ordre de la Couronne de chêne

Écu timbré d'une couronne royale doublée à mi-hauteur d'un bonnet de pourpre et entouré du ruban et de la croix de l'ordre de la Couronne de chêne.

Pour les articles homonymes, voir Ordre de la Couronne.
L'ordre de la Couronne de chêne est un ordre honorifique fondé en 1841 par le roi Guillaume II des Pays-Bas au titre du grand-duché de Luxembourg.

## Historique
Lors de sa première visite au grand-duché du Luxembourg, en juin 1841, et alors qu'il séjournait au château Bellevue sur les hauteurs du Limpertsberg devant la forteresse de Luxembourg, Guillaume II, roi des Pays-Bas et grand-duc de Luxembourg (qui régna de 1840 à 1849), fit part au gouverneur (chef du gouvernement grand-ducal) Gaspard-Théodore-Ignace de la Fontaine (1841-1848) de son intention de créer une décoration spécifiquement luxembourgeoise. Un chêne situé devant la terrasse du château pourrait avoir inspiré au grand-duc le nom du nouvel ordre. Toujours est-il que le ruban de la décoration (vert foncé et jaune orangé) rappelle, de fait, le vert des chênes des forêts luxembourgeoises ainsi que l'or des genêts en fleurs aperçus le long des routes et dans les landes lors du voyage depuis la Hollande vers la capitale du grand-duché de Luxembourg.
Le 29 décembre 1841, un arrêté royal grand-ducal institua le nouvel ordre; celui-ci comportait quatre classes : grand-croix, chevalier de l'étoile de l'ordre (correspondant au grade de grand officier), commandeur et chevalier. L'article 2 de l'arrêté précise que le souverain du Luxembourg est le grand maître de l'ordre et que la grande maîtrise est inséparable de la couronne grand-ducale. 
En février 1858, un nouvel arrêté institua une cinquième classe, à savoir celle d'officier. Et une médaille, déclinée en bronze, argent et or, fut annexée à l'ordre pour la reconnaissance de certains mérites ponctuels ou plus communs. Par ailleurs, le titre de chevalier de l'étoile fut abandonné pour celui de grand officier.
Par un arrêté du 28 octobre 1872, une médaille en vermeil vint remplacer la médaille en or créée en 1858.
Enfin, tant que le Grand-Duché vécut en union personnelle avec le royaume des Pays-Bas, les décorations furent administrées depuis La Haye. Depuis la fin de l'union personnelle en 1890, avec l'avènement au Grand-Duché de la maison de Nassau-Weilbourg, tout ce qui concerne l'ordre de la Couronne de chêne se règle à Luxembourg. 

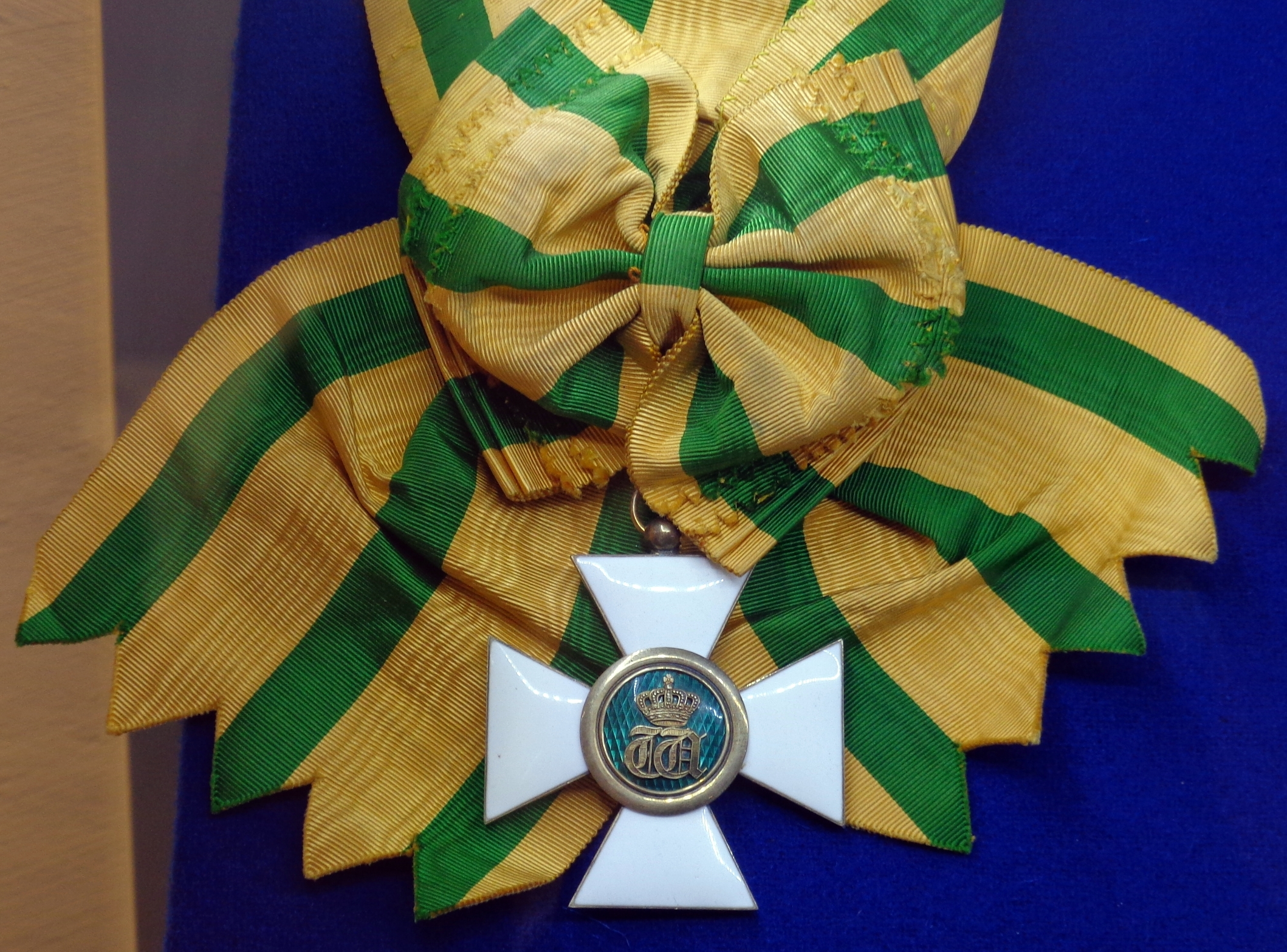
Grand-croix

## Structure
5 Classes
- Grand-croix
- Grand officier
- Commandeur
- Officier
- Chevalier

3 Médailles
- Médaille en vermeil
- Médaille en argent
- Médaille en bronze

## Titulaires

### Grand-croix
- Le roi de Pays-Bas.
- Le roi du Royaume-Uni.
- La princesse royale Anne du Royaume-Uni.
- Don Inaki Urdangarin (1968-), époux de l'Infante Cristina, beau-frère du roi d'Espagne, ancien champion de handball.
- Le comte Armand Charles Louis Le Lièvre de La Grange, (1783-1864), militaire français.
- Le comte Charles de Limburg Stirum, (1906-1989), homme politique belge.
- Le général Philippe Leclerc de Hauteclocque, (1902-1947), maréchal de France.
- Le général Marcellin Marbot, (1782-1854), militaire français.
- André Malraux, (1901-1976), écrivain français, intellectuel engagé et homme politique proche du général Charles de Gaulle.
- Augustin Dumon-Dumortier, (1791-1852), industriel, diplomate et homme d'État belge.
- André Grandpierre, (1894-1972), ingénieur et industriel français, engagé sur les plans économique et social.
- Vlad Alexandrescu, (1963-), historien roumain.
- Émilien de Nieuwerkerke, (1811-1892), sculpteur et haut fonctionnaire français du Second Empire.
- Alain Poher, (1909-1996), homme d'État français, président de la République française par intérim à deux reprises : en 1969 (démission de Charles de Gaulle) et en 1974 (décès de Georges Pompidou).
- Albert Nyssens, (1855-1901), juriste belge, ministre du Travail.

### Autres
- Henri Conneau (1803-1877), grand officier, médecin particulier et ami de l'empereur Napoléon III.
- Maurice Despret (1861-1933), grand officier, banquier, industriel et homme politique belge. Il fut président de la Banque de Bruxelles et à ce titre Administrateur d'ARBED
- Guy de Muyser (1926-2024), grand officier, maréchal de la cour hre du grand-duc de Luxembourg.
- Léon Platteau (1905-1974), grand officier, résistant belge.
- Georges Imhaus (1817-1888), commandeur, directeur de la presse et de la librairie au ministère de l'Intérieur. Receveur général des finances, trésorier payeur général.
- Guillaume Kroll (1889-1973), commandeur, ingénieur-chimiste, découvreur du procédé de fabrication du titane (méthode Kroll)
- Pierre Julitte (1910-1991), commandeur, résistant français.
- Charles Rouen (1838-xx), commandeur, historien et militaire belge.
- Ferdinand de Posch (1869-1952), commandeur, militaire belge.
- Edmond Joseph Klein (1866-1942), commandeur, naturaliste luxembourgeois[1].
- Yves Cotrel (1925-2019), commandeur, médecin et chirurgien français dans le domaine de l'orthopédie et inventeur de méthodes et traitement de la scoliose.
- Joseph Augustre Dutreux (1808-1890), officier, industriel luxembourgeois.
- Johannes Nolet de Brauwere van Steeland (1815-1888), officier, homme de lettres néerlandais, académicien.
- Père Jean Bernard (1907-1994), officier, prêtre catholique luxembourgeois et écrivain, il fut résistant et emprisonné de mai 1941 jusqu'en août 1942 au camp de concentration de Dachau.
- Carel Joseph Fodor (1803-1860), officier, personnalité néerlandaise du monde des affaires.
- Philibert Guettet, officier, médecin hydrothérapeute français, né à Perrecy-les-Forges Saône et Loire, 30 avril 1813 décédé à St-Seine-l'Abbaye Côte-d'Or, 21 janvier 1900, décoré par le roi des Pays-Bas en 1845.
- Chrétien Mersch (lb) (1803-1895), officier, ingénieur en chef des travaux publics, conseiller d'État.
- Alexandre-Guillaume Chotin (1801-1880), chevalier.
- Clément Adrien Vincendon-Dumoulin (1811-1858), chevalier, membre de l'expédition Dumont d'Urville au pôle Sud et dans l'Océanie, sur les corvettes L'Astrolabe et la Zélée, fait le premier calcul de l'inclinaison magnétique permettant ainsi de localiser le pôle Sud magnétique (23 janvier 1838) et dresse la première carte de la Terre Adélie (1840).
- Adolphe Sax (1814-1894), chevalier, musicien et facteur d'instrument de musiques, de nationalité belge, il est notamment l'inventeur du saxophone.
- Théodore Haentgès (1870-1937), chevalier, industriel, fabricant de meubles, membre du Conseil de la Mission en faveur des Luxembourgeois de France, nommé le 26 mai 1930.
- Louis Antoine Vidal (1820-1891), chevalier, musicologue français.

## Textes législatifs
- Mémorial A n° 1 du 03.01.1842, Arrêté royal grand-ducal du 29 décembre 1841, Litt. A, portant institution, pour le Grand-Duché du Luxembourg d'un Ordre de la Couronne de Chêne.
- Mémorial A n° 37 du 16.07.1845, Arrêté royal grand-ducal du 8 juillet 1845, N° 1395, statuant que les insignes de l'ordre de la Couronne de Chêne doivent être renvoyés à la Chancellerie d'État à La Haye après le décès des membres de l'ordre
- Mémorial A n° 1 du 06.01.1855, Arrêté royal grand-ducal du 2 septembre 1854 concernant les frais de l'Ordre de la Couronne de chêne
- Mémorial A n° 6 du 23.02.1858, Arrêté royal grand-ducal du 5 février 1858 modifiant celui du 29 décembre 1841, portant institution de l'Ordre de la Couronne de Chêne (Création du rang d'Officier)
- Mémorial A n° 28 du 05.11.1872, Arrêté royal grand-ducal du 28 octobre 1872 concernant les insignes de l'Ordre de la Couronne de chêne. (Médaille d'Or remplacée par une médaille de vermeil)
- Mémorial A n° 56 du 24.08.1876, Circulaire du 21 août 1876 - Ordre de la Couronne de chêne. (Retour et port des décorations)